# Massarelos
Massarelos est une freguesia de Porto.

## Personnalités liées à la ville
- Paulo Duarte (né en 1969), ancien joueur de football professionnel reconverti en entraîneur
- Miguel Santos (né en 1995), auteur, compositeur, interprète . Il signe son premier tube « Quero-te beijar » a l’été 2019
- Diogo Jota (1996–2025), footballeur international portugais